# Simaság
Simaság è un comune dell'Ungheria di 624 abitanti (dati 2001). È situato nella contea di Vas.